# Manlobigebergte
Het Manlobigebergte is een gebergte in Sipaliwini, Suriname. Het ligt in de buurt van het dorp Manlobi dat op een eiland in de Tapanahonyrivier ligt. Het hoogste punt ligt op 392 meter.

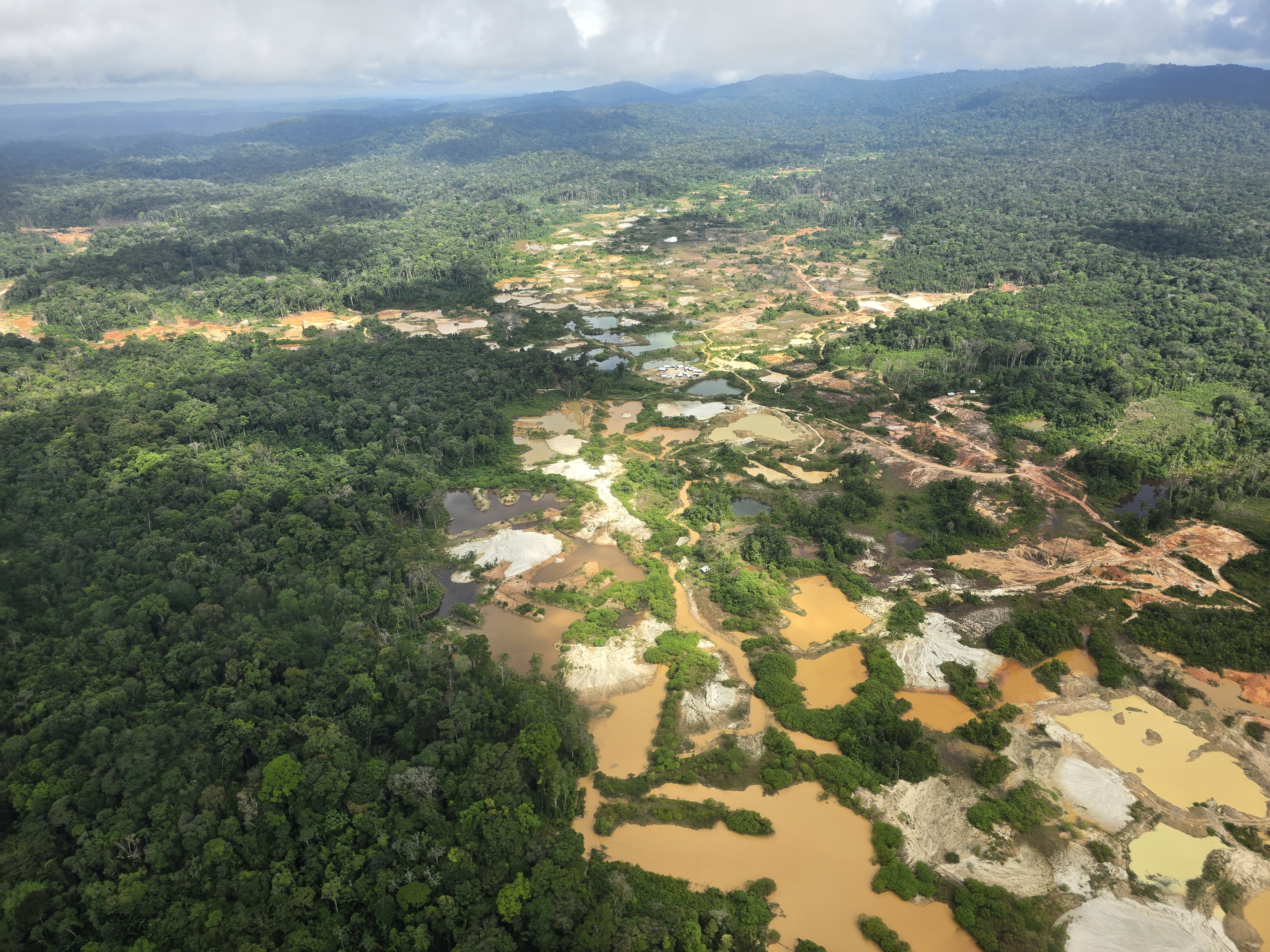
Goudwinningsactiviteiten aan de voet van de Manlobbi gebergte in 2025